# Marsalès
Marsalès ist eine französische Gemeinde mit 225 Einwohnern (Stand 1. Januar 2022) im Département Dordogne in der Region Nouvelle-Aquitaine.

## Geografie
Die Gemeinde liegt im Süden des Périgord, etwa 30 km von Bergerac entfernt. 

## Bevölkerungsentwicklung
| Jahr      | 1962 | 1968 | 1975 | 1982 | 1990 | 1999 | 2006 | 2016 |
| Einwohner | 146  | 144  | 169  | 204  | 204  | 204  | 216  | 238  |

## Sehenswürdigkeiten
- Die Kirche Saint-Loup aus dem 12. Jahrhundert (Monument historique)
- Das Schloss Marsalès
- Die Allées couverte Maison du Loup liegen nordöstlich von Marsales.